# Beeragondanahalli, Honnali
Beeragondanahalli là một làng thuộc tehsil Honnali, huyện Davanagere, bang Karnataka, Ấn Độ.